# Pile à combustible alcaline
Les piles à combustible alcalines (ou AFC selon l'acronyme de l'appellation anglaise alkaline fuel cell) sont une des techniques de piles à combustible les plus développées. C'est aussi une technique qui fut employée lors des expéditions lunaires. Les agences spatiales ont utilisé les AFC dès le milieu des années 1960, lors des programmes Gemini, Apollo, Soyouz 7K-L3 et pour les navettes spatiales Shuttle et Bourane. Les AFC consomment de l'hydrogène et de l'oxygène pur en produisant de l'eau potable, de la chaleur et de l'électricité. Elles sont parmi les piles à combustible les plus efficaces, pouvant potentiellement atteindre 70 % de rendement.

Diagramme d'une pile à combustible alcaline 1:Hydrogène 2:Flux d'électrons 3:Charge 4:Oxygène 5:Cathode 6:Electrolyte 7:Anode 8:Eau 9:Ions hydroxyde

## Description
La pile à combustible produit de l'énergie grâce à une réaction d'oxydo-réduction entre l'hydrogène et l'oxygène. A l'anode, l'hydrogène est oxydé selon la réaction :
{\displaystyle \mathrm {2H} _{2}+\mathrm {4OH} ^{-}\longrightarrow \mathrm {4H} _{2}\mathrm {O} +\mathrm {4e} ^{-}}

produisant de l'eau et quatre électrons. Ceux-ci transitent par un circuit électrique externe à la pile jusqu'à la cathode, où ils réduisent l'oxygène selon la réaction :
{\displaystyle \mathrm {O} _{2}+\mathrm {2H} _{2}\mathrm {O} +\mathrm {4e} ^{-}\longrightarrow \mathrm {4OH} ^{-}} 

produisant des ions hydroxyde.
La réaction totale nette consomme une molécule de dioxygène (O2) et deux de dihydrogène (H2) pour produire deux molécules d'eau (H2O). De l'électricité et de la chaleur sont créés.
Les électrodes sont séparées par une matrice poreuse saturée par une solution alcaline aqueuse, comme de l'hydroxyde de potassium (KOH). Leur rôle est de permettre le transport des ions et, à ce titre, d'assurer la continuité du passage du courant au sein de la pile. 
La surface des électrodes joue un rôle catalytique dans les réactions aux électrodes. Il est essentiel de s'assurer qu'aucun composé ne vienne empoisonner ce catalyseur, comme le monoxyde de carbone CO. Par ailleurs, les solutions aqueuses mises en jeu ne doivent pas être polluées par du dioxyde de carbone (CO2). Il ne faut donc pas que ce gaz soit introduit, même en faible quantité, parmi les réactifs. Pour cette raison, ce type de pile est alimenté en oxygène pur, ou du moins en air purifié. 
Bien que les matériaux constituant les électrodes puissent être choisis parmi de nombreux produits chimiques relativement peu coûteux (comparés à ceux requis pour d'autres types de piles à combustible), un tel procédé est, dans son ensemble, relativement coûteux. De ce fait, peu de recherches ont lieu sur la technologie AFC. La NASA a par exemple opté pour les piles à combustible à membrane échangeuse de protons pour la prochaine génération de navettes spatiales. Les AFC restent cependant les piles à combustible les moins chères à produire.